# (34664) 2000 WW182
2000 WW182 (asteroide 34664) é um asteroide da cintura principal. Possui uma excentricidade de 0.04270000 e uma inclinação de 15.97269º.
Este asteroide foi descoberto no dia 18 de novembro de 2000 por LINEAR em Socorro.